# Нэнс, Уэйн
Уэйн Натан Нэнс (англ. Wayne Nathan Nance; 18 октября 1955 — 6 сентября 1986) — американский преступник, который был основным подозреваемым в совершении серийных убийств в городе Мизула, штат Монтана. Нэнс подозревался в совершении как минимум 5 убийств, первое из которых было совершено в 1974 году. 6 сентября 1986 года Нэнс совершил попытку убийства двух человек, но сам был убит одной из своих потенциальных жертв в ходе самообороны. Несмотря на то, что в связи с его смертью обвинения в совершении убийств ему никогда не предъявлялись и его вина фактически доказана не была, СМИ прозвали Уэйна «Мучитель из Мизулы».

## Ранние годы
Уэйн Нэнс родился 18 октября 1955 года в Мизуле, штат Монтана, в семье помимо Уэйна было еще трое детей. Семья проживала в восточном районе Мизулы под названием Милтаун. Район считался вполне социально-благополучным, оба родителя Уэйна вели законопослушный образ жизни, не имели проблем с законом и вредных привычек, отрицательно влияющих на быт, здоровье детей и благосостояние семьи в целом. Детство и взросление Уэйна прошло без психотравмирующих ситуаций и последствий. Уэйн Нэнс посещал школу Sentinel High School, которую окончил в 1974 году.

## Убийства
Впервые Уэйн Нэнс попал под подозрение полиции еще в апреле 1974 года, будучи старшеклассником-выпускником средней школы. 11 апреля 1974 года была убита Донна Паундс. Нэнсы жили неподалеку от дома семьи Паундс, а Уэйн дружил с детьми Донны, которые ходили с ним в школу. Убитая женщина была привязана к стулу в подвале дома и была убита выстрелом в голову. Соседи заявили в полицию о том, что в день убийства заметили Уэйна, находившегося на заднем дворе дома, где был расположен вход в подвал. В связи с этим Нэнс был арестован и подвергся допросу. Друзья и члены семьи предоставили Уэйну алиби на день преступления, и, хотя против Нэнса существовали косвенные доказательства о причастности его к убийству, его пришлось отпустить, так как судмедэксперт так и не смог определить точное время смерти жертвы.
После окончания школы Уэйн завербовался в армию США и три года прослужил на флоте. После демобилизации Уэйн сменил несколько мест работы, пока в конце 1970-х не устроился на постоянной основе работать вышибалой в один из баров, располагающийся в восточном районе Мизулы, после чего в городе начинается череда исчезновений и убийств женщин.
В 1979 году было найдено сильно разложившееся тело девушки с огнестрельной раной головы. Труп не был идентифицирован и проходил в полицейских архивах под именем «Бетти Бэвертайл».
21 декабря 1984 года туристом в лесистой местности недалеко от ручья Deer Creek было найдено разложившееся тело молодой девушки. Тело не было идентифицировано и проходило как "Debbie Deer Creek".
В сентябре 1985 года недалеко от ручья Crystall Creek было найдено еще одно разложившееся женское тело с огнестрельной раной головы, тело также не было идентифицировано и проходило под именем «Christy Crystal Creek».
12 декабря 1985 произошло двойное убийство в округе Равалли, жертвами убийства стали супружеская пара Майк и Тереза Шук. Убийца, проникнув в дом, связал пару, убил обоих, а затем совершил поджог дома с целью ликвидации следов преступления, но обильного возгорания не произошло, и пожар был вскоре потушен силами правопорядка. Родители Майка Шука, осмотрев место преступления, заявили, что из дома пропали несколько вещей, представляющих определенную ценность.

## Смерть
В ночь на 3 сентября 1986 года Уэйн Нэнс, к тому времени работающий водителем грузовика, явился в дом к своему сослуживцу Дагу Уэллсу. Нэнс, сославшись на поломку автомобиля, попросил фонарик. Усыпив тем самым бдительность Уэллса, Нэнс попал в дом и вскоре совершил нападение на хозяина дома и его жену. Нэнс связал Дага в подвале, а его жену в спальне, после чего снова спустился в подвал, где избил Дага Уэллса и нанёс ему удар ножом в грудь, после чего поднялся наверх с целью убить его жену. Тяжелораненому Дагу удалось вырваться из пут, вооружиться пистолетом и отправиться наверх, где между двумя мужчинами завязалась борьба, в ходе которой Даг Уэллс застрелил Уэйна Нэнса.

## Разоблачение
Сразу же после смерти Уэйна Нэнса началось расследование и появилось подозрение, что Нэнс причастен как минимум еще к убийству супругов Шук. Манипуляции Нэнса во время нападения на супругов Уэллс совпадали с действиями преступника, убившего супругов Хук и Донну Паундс в 1974 году. Во всех трёх случаев жертвы были связаны, избиты и впоследствии убиты. В случае с Дагом Уэллсом и Донной Паундс преступник совершал свои манипуляции с жертвами в подвале дома. Во всех этих случаях неизвестный проявил выраженную ему сигнатуру. На основании этого полиция получила ордер на обыск дома и автомобиля Уэйна Нэнса, который принёс неожиданный результат.
Среди личных вещей Нэнса было обнаружено несколько женских ювелирных украшений, пряди женских волос, несколько десятков фотографий погибшего с неизвестными девушками и женщинами и ряд предметов, о происхождении которых родственники Уэйна ничего не знали. Родители Майка Шука впоследствии опознали несколько предметов, которые пропали из дома их сына после убийства, среди вещей, найденных в доме Нэнсов. Отец подозреваемого Джордж Нэнс заявил полиции, что эти предметы подарил ему сын на Рождество 1985 года, через две недели после убийства семейной пары Шук.
Подозрения в адрес Нэнса усилились после того, как выяснилось, что Уэйн в ноябре 1985 года привозил на своем грузовике мебель в дом семьи Шук. Проверялась причастность Нэнса к исчезновениям нескольких девушек, чьи трупы были найдены в Мизуле в начале 1980-х, но это результатов не принесло. Установление личности погибших девушек заняло больше двух десятилетий, в 2006 году была установлена личность погибшей девушки, проходившей под именем "Debbie Deer Creek. Ею оказалась 16-летняя Марселла Шери Бахман, жительница города Ванкувер, штат Вашингтон, которая сбежала из дома в марте 1984 года и пропала без вести. Долгие годы родственники девушки считали, что она стала жертвой серийного убийцы Гэри Риджуэя, пока с помощью ДНК-тестирования не удалось установить, что останки, найденные в Мизуле, принадлежат ей
В 2009 году с помощью ДНК-тестирования удалось выяснить личность девушки, проходившей под именем «Бетти Бэвертайл». Ею оказалась 15-летняя Девонна Нельсон из Сиэтла, сбежавшая из дома в начале 1980-х.